# Oficina de Guerra

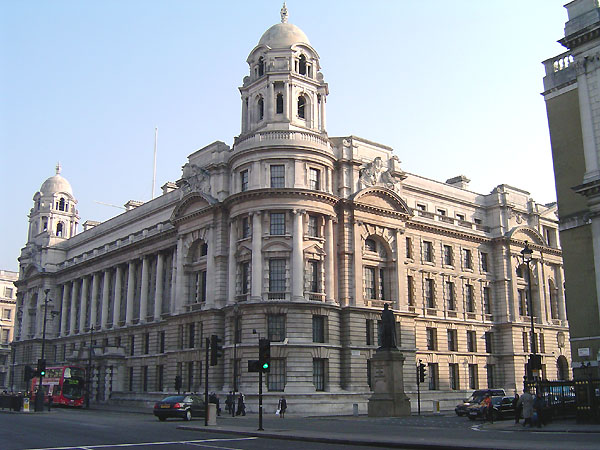
Antiguo edificio sede de la Oficina de Guerra visto desde Whitehall y conocido hoy en día como "Edificio War Office"

La Oficina de Guerra (en inglés: War Office) fue un departamento del gobierno británico responsable de la administración del Ejército Británico entre el siglo XVII y 1964, año en que sus funciones fueron transferidas al Ministerio de Defensa. Con el nombre de "War Office" también se designa al antiguo edificio sede del departamento y situado en el centro de Londres en la confluencia de las calles Horse Guards Avenue con Whitehall. En agosto de 2013 se anunció que el edificio sería puesto a la venta en el mercado inmobiliario.

## Historia
La Oficina de Guerra deriva del Consejo de Guerra, un grupo de reyes y sus más veteranos comandantes militares los cuales supervisaban las frecuentes guerras y campañas del Reino de Inglaterra. Con el tiempo, otras antiguas instituciones tales como el Consejo de Artillería que databa del siglo XV, se fusionaron con la Oficina de Guerra. Ellos trabajaban al lado del Almirantazgo responsable de la Royal Navy y mucho más tarde, con el ministro del Aire encargado de la Royal Air Force (RAF).
Su creación se atribuye tradicionalmente a William Blathwayt, quien en 1684, desde su puesto de secretario en Guerra, extendió enormemente las retribuciones de la oficina hasta cubrir por completo la administración del "día a día" del ejército. El departamento tuvo varias sedes en Londres hasta asentarse en Whitehall en 1722 donde permaneció hasta 1858. Se mudaron temporalmente a Cumberland House, Pall Mall durante la última mitad del siglo XIX hasta que finalmente se volvió a trasladar a Whitehall a un edificio construido especialmente para uso del departamento y que es actualmente conocido como el "Antiguo edificio de la Oficina de Guerra".
La dirección de la Oficina de Guerra fue manejada inicialmente por el secretario en Guerra, cargo creado bajo el reinado de Carlos II. Se trataba sin embargo de un cargo menor encargado únicamente de los pormenores de la administración mientras que de las grandes estrategias se ocupaban el Departamento del Norte y el Departamento del Sur.
En general, el cargo de secretario de la Oficina de Guerra era ocupado por ministros de segundo rango hasta 1855, cuándo la desastrosa campaña en la Guerra de Crimea llevó a la unificación de todas las tareas administrativas. Después de la Primera Guerra Mundial, la Oficina de Guerra perdió mucha importancia. Una prueba de este declive es que de 7434 civiles que había empleados en 1920, se pasó a 3782 en 1930.
Durante la Segunda Guerra Mundial, Winston Churchill ignoró casi por completo a la Oficina de Guerra, nombrándose a sí mismo Ministro de defensa (a pesar de que, curiosamente, no hubo Ministerio de Defensa hasta 1947). Finalmente, en 1964, la Oficina de Guerra, el Almirantazgo y el Ministerio del Aire se unificaron en el Ministerio de defensa.

## El edificio

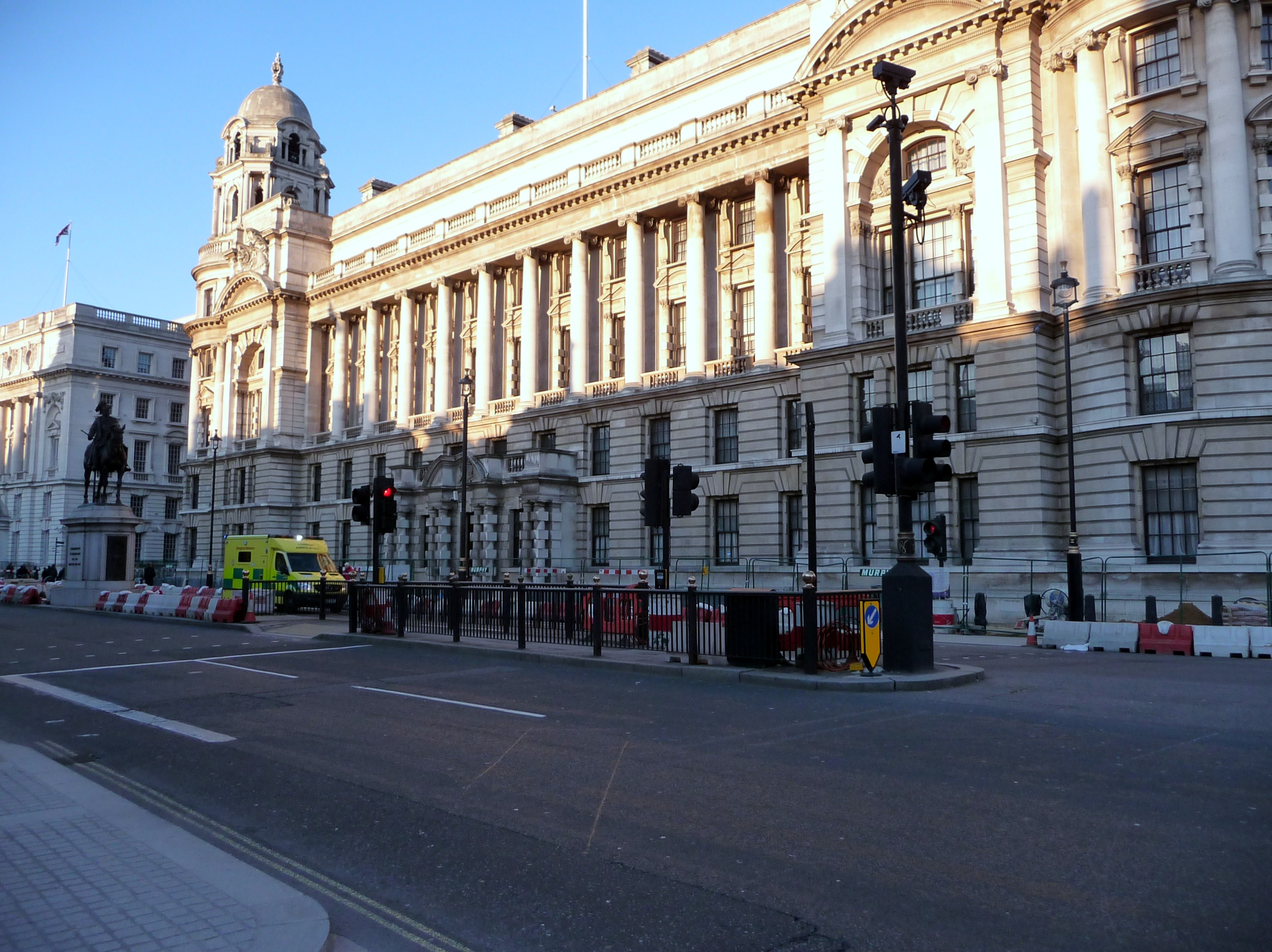
Edificio "War Office"

Ubicado en la confluencia de Horse Guards Avenue con Whitehall, su estilo arquitectónico está basado en el Neo-Barroco. El edificio tiene 1000 habitaciones repartidas en 7 pisos y comunicadas entre sí con 3200 m de pasillos. Su construcción llevó 5 años y costó 1,2 millones £. Su forma es un tanto extraña asemejándose a un trapecio, esto fue debido a que el edificio se construyó adaptándose a la forma del terreno para maximizar su espacio. Sus cuatro cúpulas características fueron diseñadas como elementos decorativos para disimular su forma.
El edificio era habitualmente usado por el Ministerio de Defensa y no está abierto al público. En agosto de 2013 se anunció que el edificio se ponía en venta en el mercado inmobiliario con un precio de partida de 100 millones £. Lo más probable es que sea transformado en hotel.